# Unione dei Democratici e degli Indipendenti
L'Unione dei Democratici e degli Indipendenti (in francese: Union des démocrates et indépendants, UDI) è un partito politico francese di orientamento liberale fondato il 18 settembre 2012.
Precursore del soggetto politico è stata L'Alleanza Repubblicana, Ecologista e Sociale.

## Storia

### Origini
Dopo le elezioni legislative del 2012, all'Assemblea nazionale si costituisce il gruppo parlamentare dell'Unione dei Democratici e degli Indipendenti, comprendente 29 deputati. Ad esso aderiscono:
- i 12 deputati di Nuovo Centro;
- 5 deputati del Partito Radicale (non vi aderisce Michel Zumkeller, che si iscrive al gruppo dell'UMP);
- i 2 deputati di Alleanza Centrista;
- 6 deputati eletti sotto l'etichetta Divers droite (i 2 di Calédonie ensemble, i 3 di Tahoeraa huiraatira e l'esponente di Territoires en mouvement);
- 4 eletti nelle file dell'UMP (François-Xavier Villain di Debout la Répulique, Gilles Bourdouleix del Centro Nazionale degli Indipendenti e dei Contadini, Yannick Favennec e Henri Plagnol).

Il leader è l'esponente radicale Jean-Louis Borloo.
Dopo la scissione, interna a Nuovo Centro, della componente che darà vita a Forza Europea Democratica, i rispettivi deputati resteranno all'interno del gruppo.
All'alleanza aderisce anche La Sinistra Moderna, pur non avendo seggi all'Assemblea nazionale.

### Le elezioni del 2017
A seguito delle elezioni legislative del 2017 sono eletti con l'UDI 18 deputati all'Assemblea nazionale. Al partito aderiscono 16 deputati:
- 4 come espressione dell'intera formazione (Guy Bricout, Yannick Favennec, Meyer Habib e l'indipendente radicale Béatrice Descamps);
- 3 già esponenti di Nuovo Centro (Stéphane Demilly, Maurice Leroy e André Villiers);
- 2 ex radicali (Yves Jégo e Michel Zumkeller);
- 1 già appartenente ad Alleanza Centrista (Thierry Benoit);
- 2 di Forza Europea Democratica (Sophie Auconie e Jean-Christophe Lagarde);
- 2 di Calédonie Ensemble (Philippe Gomès e Philippe Dunoyer, eletto come indipendente);
- 2 di Tapura Huiraatira (Maina Sage e Nicole Sanquer, eletta come indipendente).

Nelle file dell'UDI sono altresì eletti 3 deputati de I Centristi (Charles de Courson, Francis Vercamer e Philippe Vigier) e uno del Movimento Radicale (Social Liberale) (Bertrand Pancher, già esponente del PR). Al gruppo parlamentare dell'UDI aderiscono inoltre i 9 deputati di Agir, 2 dissidenti repubblicani (Pierre Morel-À-L'Huissier e Jean-Luc Warsmann), e un indipendente (Christophe Naegelen), per un totale di 32 deputati.

### Dal 2018
Alle elezioni europee del 2019 con la lista Les Européens, ottiene il 2,5% e nessun seggio. Sei seggi ottiene alle elezioni legislative del 2022.
Il 10 dicembre 2022, l'UDI ha eletto un nuovo presidente del partito, il senatore Hervé Marseille. Alle elezioni europee del 2024 sostiene la lista Renaissance al cui interno ha un eletto.

## Presidenti
| Ritratto | Presidente              | Mandato           | Mandato         | Note |
| -------- | ----------------------- | ----------------- | --------------- | --- |
|          | Jean-Louis Borloo       | 18 settembre 2012 | 6 aprile 2014   | Ministro sotto le presidenze di Jacques Chirac e Nicolas Sarkozy, ha fondato l'UDI il 18 settembre 2012. Si è dimesso il 6 aprile 2014 per motivi di salute.                      |
|          | Yves Jégo (ad interim)  | 6 aprile 2014     | 25 giugno 2014  | Nominato presidente ad interim dopo le dimissioni di Jean-Louis Borloo. Si è dimesso a sua volta il 25 giugno 2014 per candidarsi alle elezioni interne in cui è stato sconfitto. |
|          | Jean-Christophe Lagarde | 13 novembre 2014  | 20 ottobre 2022 | Ha vinto le elezioni interne il 13 novembre 2014. È stato poi rieletto nel 2018 e nel 2021. Si è dimesso il 20 ottobre 2022.                                                      |
|          | Hervé Marseille         | 20 ottobre 2022   | in carica       | Vince le elezioni interne del 2022. |